# Proposition concordataire
En droit canadien, une proposition concordataire est un plan qu'un débiteur propose à ses créanciers en vertu de la partie III de Loi sur la faillite et l'insolvabilité (art. 50 ss. LFI) afin de permettre à une entreprise de poursuivre ses activités et de se libérer de ses dettes. Pour qu'une proposition concordataire entre en vigueur, une double majorité est requise: la majorité simple des créditeurs, lesquels représentent les deux tiers des sommes dues.
Une disposition similaire à la proposition concordataire existe pour les particuliers, appelée proposition de consommateur qui, comme dans le cas de la proposition concordataire pour les entreprises, permet de se libérer de ses dettes sans avoir recours à la faillite.